# Baltic Cup 1949
Baltic Cup 1949 – turniej towarzyski Baltic Cup 1949, odbył się w dniach 23 - 25 października 1949 roku na Litwie. Był to trzeci turniej piłkarski po aneksji krajów bałtyckich przez ZSRR. W turnieju tradycyjnie wzięły udział trzy zespoły:drużyna gospodarzy, Litwy i Estonii.

## Mecze
| 23 października |  | Litwa | 2 | - | 1 (1:1) | Estonia |

| 24 października |  | Estonia | 1 | - | 2 | Łotwa |

| 25 października |  | Litwa | 1 | - | 0 (1:0) | Łotwa |

## Końcowa tabela
| M | Reprezentacja | L.m. | Zw. | Rem. | Por. | Bramki | R.br. | Pkt |
| 1 | Litwa         | 2    | 2   | 0    | 0    | 3:1    | +2    | 4   |
| 2 | Łotwa         | 2    | 1   | 0    | 1    | 2:2    | 0     | 2   |
| 3 | Estonia       | 2    | 0   | 0    | 2    | 2:4    | -2    | 0   |

Triumfatorem turnieju Baltic Cup 1949 został zespół Litwy.